# Vicente Guerrero (Acatlán)
Vicente Guerrero, es una localidad de México perteneciente al municipio de Acatlán en el estado de Hidalgo.

## Historia
En 1940 la localidad cambia de nombre de El Ocote a Vicente Guerrero.

## Geografía
Se encuentra en la región del Valle de Tulancingo, la localidad se encuentra localizada en las coordenadas geográficas 20°12′13.514″N 23°26′35.741″O / 20.20375389, -23.44326139, con una altitud de 2143 m s. n. m. Se encuentra a una distancia aproximada de 12.42 kilómetros al noreste de la cabecera municipal, Acatlán.
En cuanto a fisiografía se encuentra dentro de la provincia del Eje Neovolcánico dentro de la subprovincia de Llanuras y Sierras de Querétaro e Hidalgo; su terreno es de llanura. En lo que respecta a la hidrología se encuentra posicionado en la región del Pánuco, en la cuenca del río Moctezuma, en la subcuenca de Metztitlán. Con un clima semiseco templado.

## Demografía
En 2010 registró una población de 742 personas, lo que corresponde al 3.33 % de la población municipal. De los cuales 343 son hombres y 399 son mujeres. Tiene 178 viviendas particulares habitadas.
| Gráfica de evolución demográfica de Vicente Guerrero entre 1910 y 2020                                      |
| |
| Población de los censos y conteos del Instituto Nacional de Estadística y Geografía (INEGI) de 1910 a 2010. |